# El Espino

Localização de El Espino no departamento de Boyacá.

El Espino é um município no departamento de Boyacá, na Colômbia.